# Adam Zieliński (pisarz)
Adam Zieliński (ur. 22 czerwca 1929 w Drohobyczu, zm. 26 czerwca 2010 w Wiedniu) – polski prozaik, politolog i publicysta, od 1957 mieszkający w Austrii. 

## Życiorys
Urodził się w Drohobyczu, wychował w Stryju, udało mu się przeżyć okres Holokaustu. Po wojnie znalazł się w Krakowie. Ukończył filologię na Uniwersytecie Jagiellońskim oraz dziennikarstwo na Uniwersytecie Warszawskim. W latach 1952−1956 pracował jako dziennikarz w Polskim Radiu w Krakowie. W 1957 r. wraz z rodziną wyemigrował do Austrii, gdzie po kilku latach rozwinął działalność biznesową. Sprowadzał, głównie z Azji, towary na rynek europejski, w późniejszym okresie jego firma zadomowiła się także na Bałkanach. Nostryfikował  dyplom studiów dziennikarskich na Uniwersytecie Wiedeńskim. W 1982 r. uzyskał stopień doktora na Kensington University (USA) i pracował na stanowisku profesora. Członek polskiego oraz austriackiego PEN-Clubu (do 2002 pełnił funkcję członka prezydium, po czym uzyskał godność senatora). 
Na początku lat 90. chwycił za pióro – co było od dawna  jego marzeniem. Jego książki (zob. poniżej) szybko pojawiały się na rynku polskim, były tłumaczone na niemiecki (niektóre z nich w tym języku powstawały), angielski, ukraiński oraz na kilka języków azjatyckich. Zieliński był prozaikiem swojej epoki. Jego prace koncentrują się wokół trzech tematów: Holokaustu, totalitaryzmu i Kresów wschodnich. O tych ostatnich pisał jak o Atlantydzie, z traumą, ale i z czułością oraz z emocjami. Dzięki swym podróżom poznał z autopsji różne wymiary totalitaryzmu zarówno w wersji europejskiej (faszyzm i komunizm) jak i azjatyckiej. Z jego świetnych nowel pisanych na ten temat emanuje wołanie o tolerancję i poszanowanie inności. 
Z miejsc w których mieszkał i pracował,  najbardziej ukochał Kraków i Wiedeń. Był kolekcjonerem sztuki i melomanem. Czynnie uczestniczył w życiu Polonii austriackiej. Był także hojnym donatorem na rzecz wielu instytucji, np. Uniwersytetu Jagiellońskiego. Wielokrotnie honorowany międzynarodowymi i krajowymi odznaczeniami literackimi. Pochowany wraz z żoną Zofią z Wernerów (1929–2015) na Cmentarzu Centralnym w Wiedniu (Stare Arkady, krypta 22).

## Wybrane utwory
- Die bucklige Welt: eine Reportage aus dem XX. Jahrhundert, Frankfurt am Main 1991; wydanie polskie Garbaty świat czyli Krótki reportaż z XX wieku, z niem. przełożyła Zofia Zielińska, Kraków 2004
- Unweit von Wien: zeitgeschichtlicher Roman, Frankfurt am Main 1992, wydanie polskie Niedaleko Wiednia, wydanie angielskie Not far from Vienna, London 1995
- Die stille Donau oder die grosse Hämaturie, ein zeitgeschichtlicher Roman, Frankfurt am Main 1994, wydanie polskie Cichy Dunaj, Warszawa 1994
- Eine Rückkehr: ein zeitgeschichtlicher Roman, Frankfurt am Main 1996, wydanie polskie Powrót, Kraków 1996
- Galicyjski prowincjusz, Kraków 1997, wydanie niemieckie Provinzler, Wiedeń 1997
- Kanalia i inne opowiadania, Kraków 1998, wydanie niemieckie Die Kanaille und andere Erzählungen, Wien 1999, wydanie francuskie La canaille et autres récits, Dublin-Wien 1999
- Gesichter (m)einer Zeit : Erzählungen, Frankfurt am Main 2000, wydanie polskie Twarze, Kraków 2000
- Wien: ein Fall, Klagenfurt-Wien 2002
- Rückkehr, Klagenfurt-Ljubljana-Sarajevo 2004
- Im freien Fall: Roman, Klagenfurt-Ljubljana-Sarajevo 2004
- Gebeutelt : eine Reportage aus dem XX. Jahrhunde, Klagenfurt-Ljubljana-Sarajevo 2004
- Die gekaufte Frau und andere Erzählungen, Klagenfurt-Ljubljana-Sarajevo 2004
- Am Lowarei-Pass und andere Reisen, Klagenfurt-Ljubljana-Sarajevo 2004
- Abgründe tun sich auf: Roman, Klagenfurt-Ljubljana-Sarajevo 2004
- Zawsze ku Europie, Kraków 2004
- An der Weichsel: Roman, Klagenfurt-Ljubljana-Sarajevo 2006, wydanie polskie Nad Wisłą.
- Begegnungen, Zwistigkeiten, Auferstehungen : [höre nie auf zu lernen : Erinnerungen] Klagenfurt 2007
- Höre nie auf zu lernen : Begegnungen, Fehden, Versöhnungen: Erinnerungen, Klagenfurt 2007
- Als die Russen nach Hirschberg kamen und andere Geschichten, Klagenfurt 2008
- Siedem opowiadań galicyjskich, Warszawa 2009
- Im Schtetl. Erzählungen, Klagenfurt 2010

## Najważniejsze odznaczenia
- medal „Merentibus” Uniwersytetu Jagiellońskiego
- Krzyż Komandorski Orderu Odrodzenia Polski
- Krzyż Komandorski Orderu Odrodzenia Polski z Gwiazdą
- Medal Ministra Kultury za zasługi wobec Polskiej Kultury
- Krzyż Honorowy za Zasługi dla Nauki i Sztuki, nadany przez prezydenta Republiki Austrii

### Nagrody literackie
- „Serce dla serca” (Lublin, 1998) przez Kapitułę Kościoła Matki Boskiej Wniebowziętej
- „Ex oriente lux” (Lublin, 1998) przez Fundację dla Zagadnień Słowiańskich
- „Lutecja 98” (Paryż, 1998), przez Kapitułę Europejskich Nagród Honorowych
- literacka im. J. Adamczewskiego (Kraków, 1999)
- Laureat nagrody „Literatury” (Warszawa) za najlepszą prozę